# Rhabdoblatta simulans
Rhabdoblatta simulans är en kackerlacksart som beskrevs av Anisyutkin 2000. Rhabdoblatta simulans ingår i släktet Rhabdoblatta och familjen jättekackerlackor.
Artens utbredningsområde är Vietnam. Inga underarter finns listade i Catalogue of Life.